# Frymburk
Frymburk (německy Friedberg an der Moldau, dříve také Friedburg) je městys v Jihočeském kraji v okrese Český Krumlov. Žije zde přibližně 1 400 obyvatel.

## Název
Jméno obce pochází z německých slov Frieden znamenající mír, klid a burg, tedy hrad. Dohromady má název překlad jako bezpečný hrádek či hrádek k ochraně. Též se užíval počeštělý název Frýdštejn. Od svého založení se postupně měnilo jméno městečka. Roku 1270 se uvádí název Friberch, o sedm let později Fridberch. Roku 1305 to je Fridburch a o pět let později Phrimurch. S dnešním názvem téměř totožné je označení z roku 1379 Frymburg. V roce 1575 se jedná o Fridberg následně 1598 Friberg. Roku 1841 se objevuje název Friedberg.

## Geografické a přírodní poměry
Frymburk leží na poloostrově na severním (levém) břehu Vltavy, resp. vodní nádrže Lipno. Na části katastrálního území obce je CHKO Šumava, evropsky významná lokalita Šumava a ptačí oblast Šumava. Sousedními obcemi sídla jsou Malšín, Světlík, Vyšší Brod, Černá v Pošumaví, Lipno nad Vltavou a Přední Výtoň. Katastr městyse zasahuje až k hranici s Rakouskem.

## Historie
Nálezy v oblasti dnešního Frymburku svědčí o osídlení již před 8 až 10 tisíci let před naším letopočtem. První písemná zmínka o obci na obchodní stezce z Čech do Podunají pochází z roku 1270, kdy je zdejší kaple darována benediktinskému pobožství v Zátoni u Českého Krumlova. O dřívější existenci strážného hradu nad vltavským brodem píše českokrumlovský rodák František Valentin Schmidt, který se mimo jiné zajímal o historii obcí na Šumavě. Ten uvádí, že je zmiňován pod jménem Fritburk roku 1198. Do roku 1302 Frymburk patřil českokrumlovským pánům, následně ho získávají Rožmberkové, kteří tři roky poté zřizují mýto na mostě přes Vltavu. Roku 1379 byl nazván městečkem, avšak větší práva mu byla propůjčena až roku 1492 Petrem Vokem z Rožmberka. Vilém z Rožmberka udělil měšťanům právo várečné, tedy právo vařit vlastní pivo. Koncem století, v roce 1598, se uvádí počty 118 domů, 61 lánů orné půdy a 6 hospod. Roku 1620 přešlo městečko pod panství Buquoyů a během třicetileté války je vypáleno a zpustošeno švédskou armádou. Císař František II. městečku potvrdil právo pořádat týdenní trh v úterý a jarmark na svátek Svaté Anny a v dané listině dodává, že toto právo městečko získalo od Josefa II. již roku 1789 konkrétně 28. dubna. Roku 1856 zasáhl Frymburk požár, který zničil 54 domů a vyžádal si 4 lidské životy, kromě toho bylo kompletně zničeno náměstí. Ve sbírce na pomoc přeživším a na obnovu městečka se vybralo přes 10 tisíc zlatých. První finanční pomoc pocházela z Českých Budějovic, později se připojil například i tehdejší císař František Josef I. a jeho předchůdce Ferdinand. Další požár zasáhl městečko roku 1866. V 80. letech 19. století byly zavedeny plynové lampy a zřízena telegrafní stanice na náměstí.
Roku 1938 byla přivítána místními převážně německými obyvateli Mnichovská dohoda a městečko bylo připojeno k Třetí říši. 6. května roku 1945 bylo osvobozen americkou armádou. Po odsunu německého obyvatelstva byl Frymburk dosídlen Čechy, Slováky, reemigranty z Rumunska a Volyňskými Čechy.

### Státní statek
V červnu roku 1950 byl ze zrušených Horských pastevních družstev Jihlava a Jindřichův Hradec ve Frymburku zřízen Československý státní statek s výměrou 4 500 ha zemědělské půdy, sestávající z oddělení Blatná, Kovářov (s obcí Milná), Přední Výtoň a Slupečná. Statek se potýkal s nedostatkem mechanizace, nevhodným ustájením skotu a s nedostatkem krmiva a k 1. únoru 1951 byl Státní statek Frymburk zrušen a začleněn pod Československý státní statek Černá v Pošumaví, oddělení Blatná a Kovářov (s Milnou), Přední Výtoň a Slupečná pod Státní statek Vyšší Brod. V roce 1954 byl státní statek rozšířen o obce Bližná, Radslav a Jestřábí (hospodářský dvůr zaniklý při vzniku vodní nádrže Lipno). V roce 1958 převzal i JZD Frymburk. V roce 1960 byl krátce zřízen opět Státní statek Frymburk s odděleními: Milná, Blatná, Frymburk, Přední Výtoň a Slupečná. S nastolením období normalizace se v roce 1971 Státní statek Frymburk stal odštěpným závodem nově vzniklého Oborového podniku „Státní statky Šumava”. Dalším reorganizací v roce 1976 zanikl Odštěpný závod Černá v Pošumaví, který byl následně sloučen s Odštěpným závodem Frymburk. Od 1. července 1988 se stal Odštěpný závod Frymburk součástí nově zřízeného Agrokombinátu Šumava.

### Vodní nádrž Lipno
Další významnou změnou byla stavba Lipenské přehrady od roku 1952 do roku 1959. V této době byla podstatná část městečka zbourána, zatopena a celkově se změnil jeho charakter. Od té doby se jedná převážně o rekreační sídlo.

## Současnost
Od 23. ledna 2007 byl obci vrácen status městyse. V roce 2010 bylo ve Frymburku otevřeno muzeum, jehož posláním je dokumentovat historii Frymburku a 12 okolních obcí a osad. S účinností od 1. července 2024 prohlásilo ministerstvo zdravotnictví léčebný komplex ve Frymburku přírodními léčebnými lázněmi.

## Obyvatelstvo
| Rok            | 1869  | 1880  | 1890  | 1900  | 1910  | 1921  | 1930  | 1950 | 1961 | 1970 | 1980  | 1991  | 2001  | 2011  |
| -------------- | ----- | ----- | ----- | ----- | ----- | ----- | ----- | ---- | ---- | ---- | ----- | ----- | ----- | ----- |
| Počet obyvatel | 1 205 | 1 259 | 1 297 | 1 276 | 1 334 | 1 165 | 1 182 | 476  | 922  | 951  | 1 099 | 1 289 | 1 319 | 1 339 |
| Počet domů     | 146   | 155   | 156   | 156   | 156   | 157   | 177   | 130  | 157  | 125  | 152   | 252   | 244   | 366   |

## Obecní správa a politika

### Místní části
- Blatná, včetně Svatoniny Lhoty
- Frymburk
- Kovářov
- Milná
- Náhlov

## Hospodářství a turistika

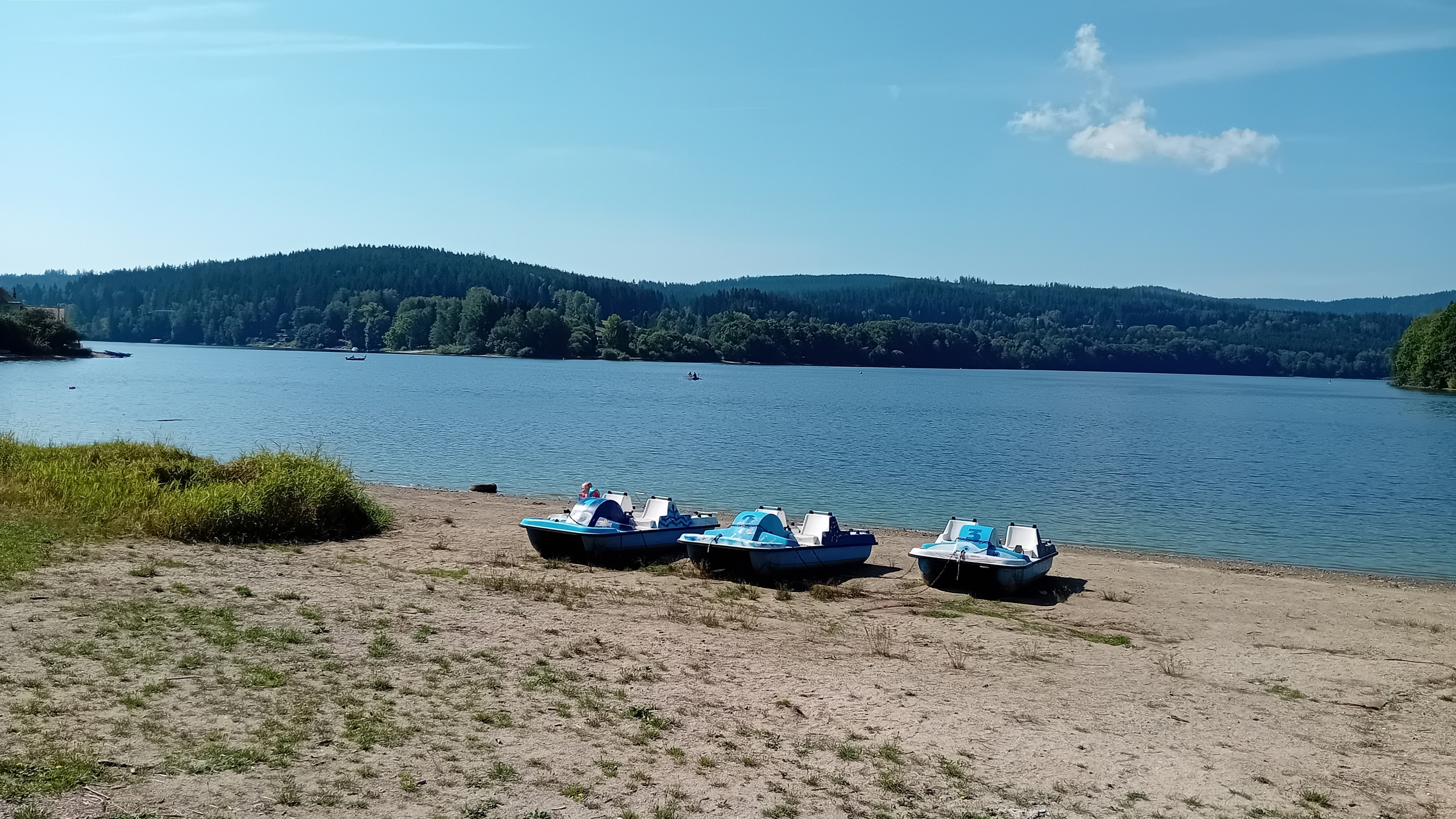
Obecní pláž

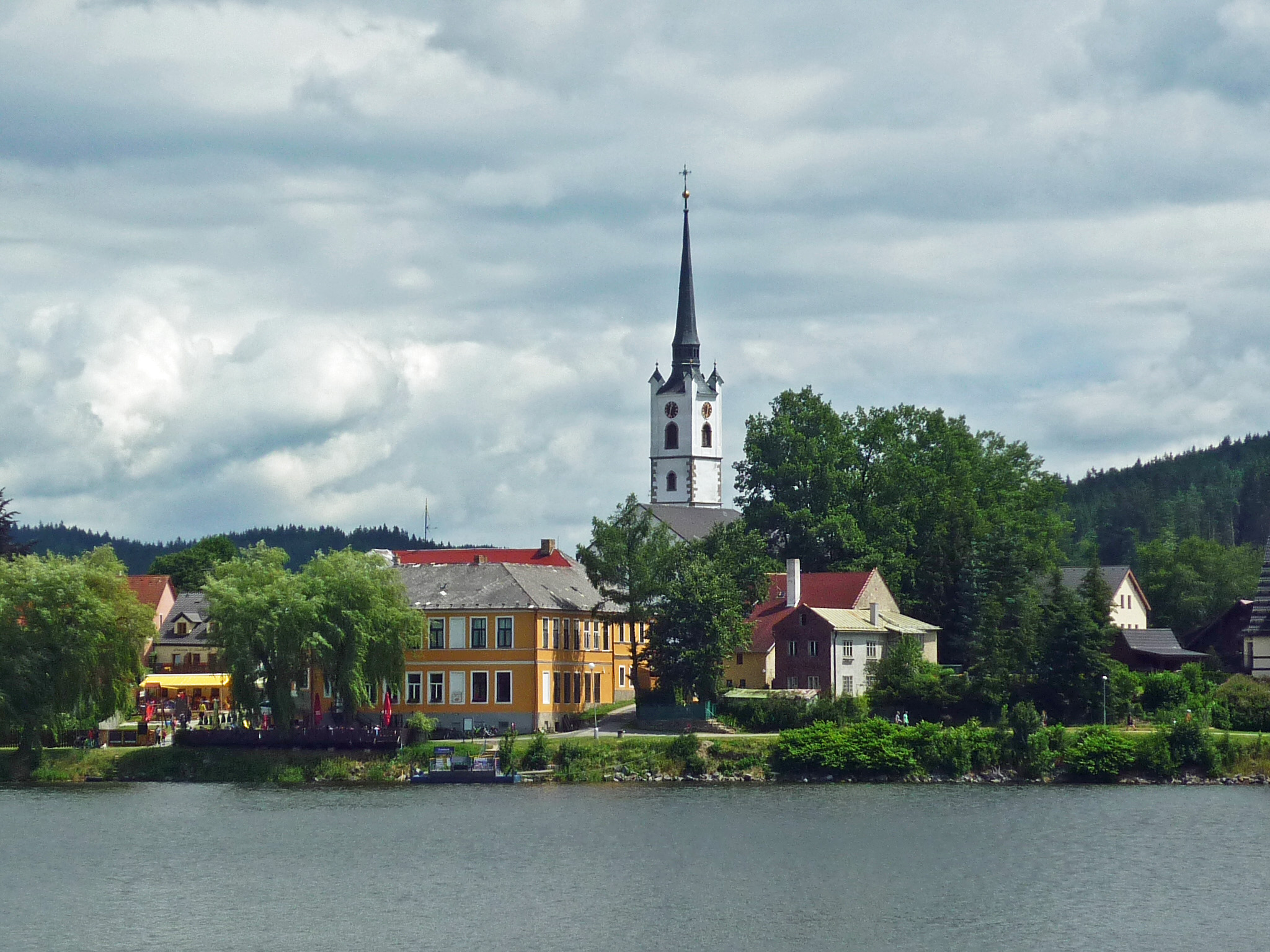
Vodní nádrž Lipno a městys Frymburk, věž kostela sv. Bartoloměje

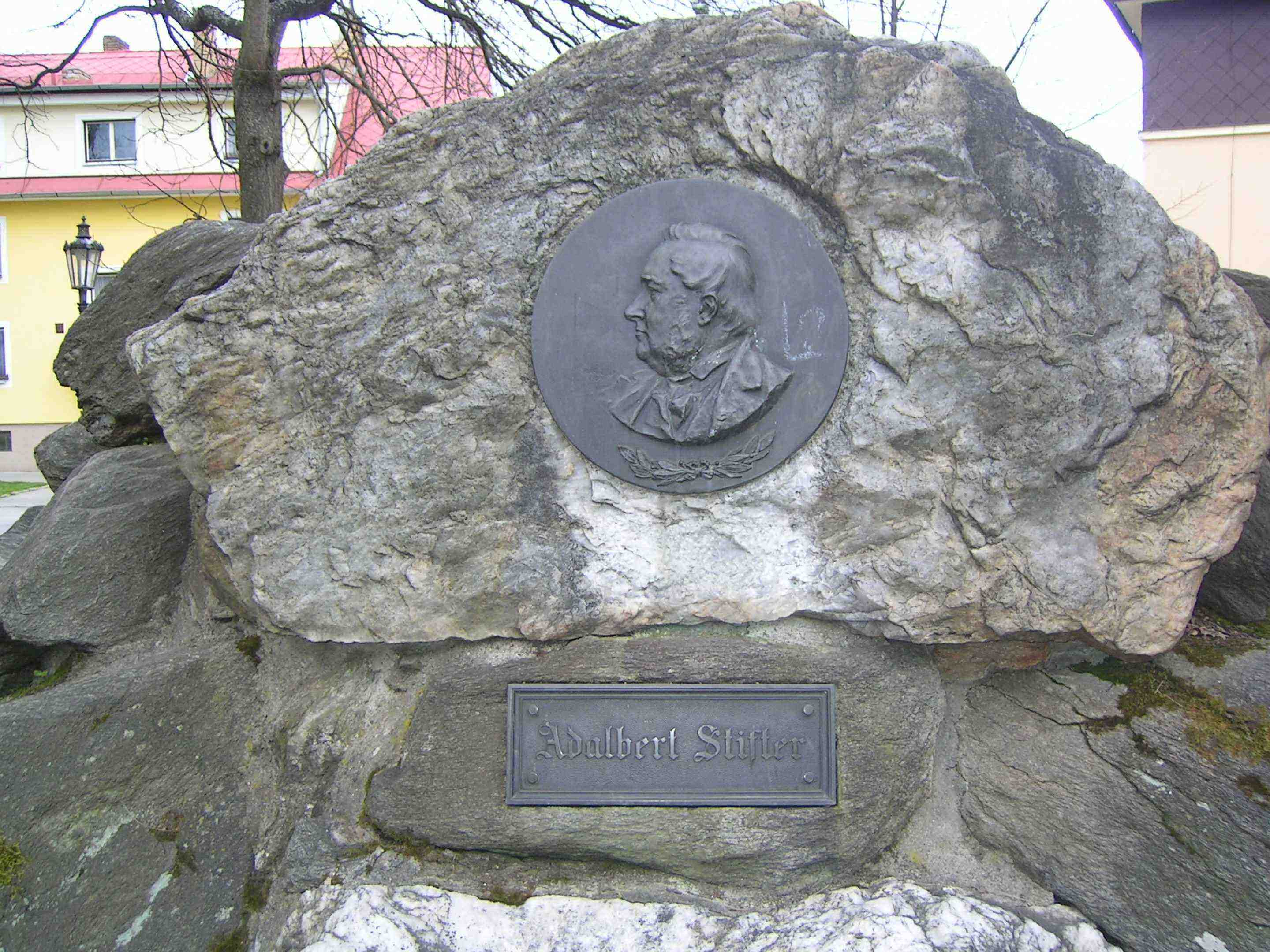
Památník Adalberta Stiftera

Frymburk je rekreačním střediskem pro různé aktivity po celý rok. Bezprostřední blízkost nádrže Lipno je využívaná například při rybaření, vodních sportech či okružních plavbách. Nachází se zde několik pláží, veřejná pláž pod budovou základní školy a přístaviště s přívozem. V zimě je udržována na zamrzlé hladině nádrže bruslařská dráha dlouhá 11 km do Lipna nad Vltavou. V zimní sezóně je dále využíván skipark Frymburk se dvěma sjezdovkami Na Martě či běžkařské tratě mezi Frymburkem a Lipnem nad Vltavou nebo na Frymburských loukách.
Okolí je protkáno turistickými značkami (žlutá a zelená) a cyklistickými trasami. Významnou cyklotrasou je šumavská magistrála, vedoucí z Vyššího Brodu přes Lipno nad Vltavou po levém břehu Lipna až do Nové Pece a dále (až do Všerub). Cyklotrasa byla nově postavena z prostředků Phare v roce 1999. Jezerní cyklostezka vedoucí mezi obcemi Frymburk, Lipno nad Vltavou a Přední Výtoň, je v úseku  Frymburk –  Lipno nad Vltavou součástí cyklistické trasy 33.
Ve Frymburku jsou dva velké kempy – Vřesná a U Lískovců. Přímo v obci je řada dalších ubytovacích zařízení. 5 km severovýchodně od obce (u místní části Blatná) leží sportovní letiště Frymburk.

## Doprava
Ve Frymburku je křižovatka silnic, a to:
- silnice II/163, která vede z  Černé v Pošumaví do Dolního Dvořiště,
- silnice II/162, která vede z Větřní do Frymburku,
- silnice III/1602, která vede směrem na samotou Náhlov (součást obce Frymburk) a Malšín

Nejbližší železniční stanice je v 9 km vzdálené obci Lipno nad Vltavou, kde je koncová stanice železniční trati Rybník – Lipno nad Vltavou.

### Přívoz

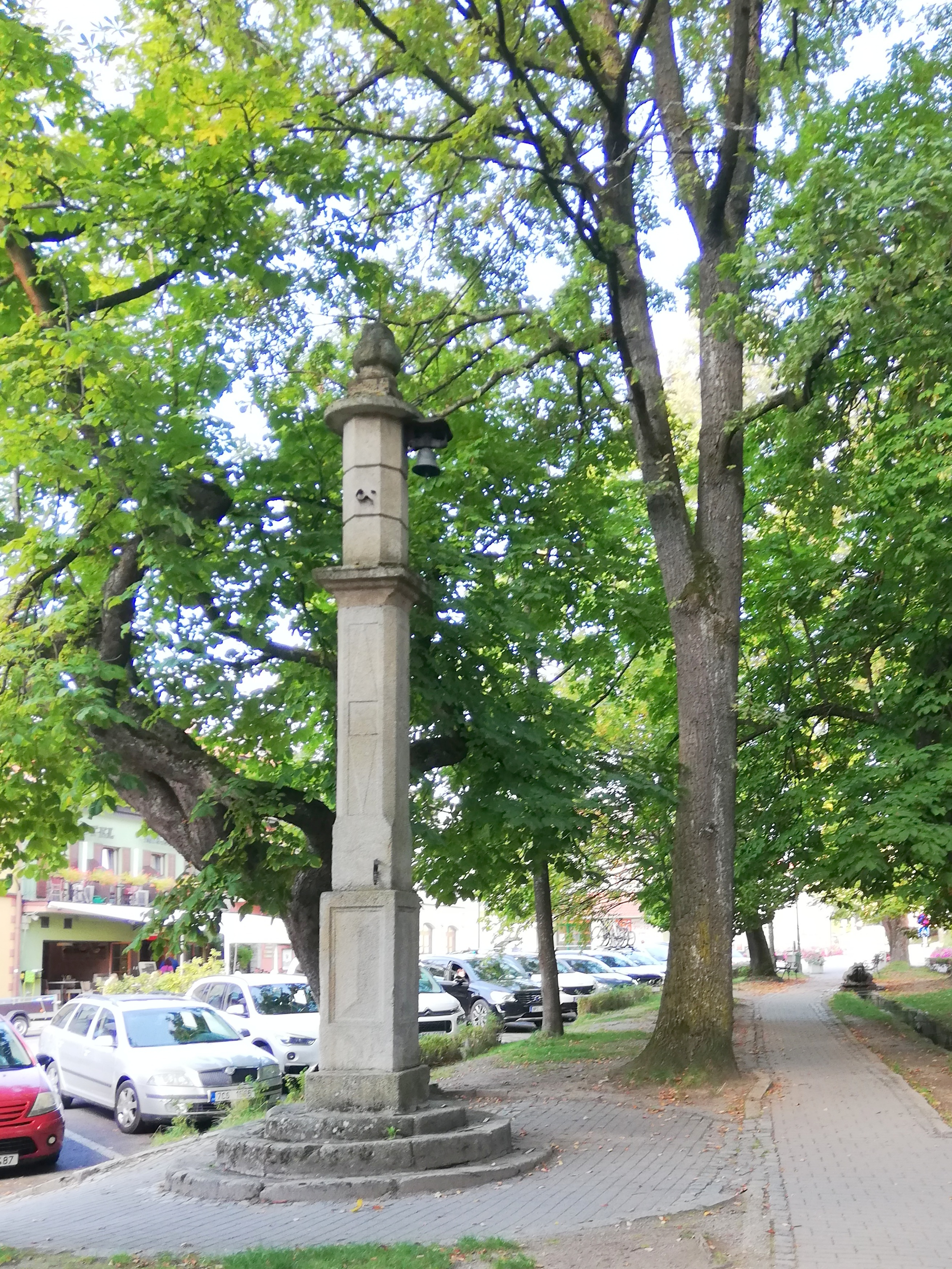
Pranýř

Katastr obce Frymburk se rozkládá výhradně na levém břehu Lipna. S pravým břehem je Frymburk spojen pomocí přívozu, který v letní sezóně jezdí každou hodinu (7–19) do cca 0,4 km vzdálené osady Frýdava, spadající pod obec Přední Výtoň. Přívoz využívají zejména turisté, kteří se chtějí dostat na hrad Vítkův kámen.

## Sport
V městysi sídlí fotbalový klub FC Šumava Frymburk, hrající na Fotbalovém stadionu Frymburk. 

## Pamětihodnosti
- Kostel sv. Bartoloměje – pozdně gotická, několikrát zničená a přestavěná stavba s výrazně vysokou věží novogoticky upravenou roku 1870. [9]
- Morový sloup se sochou Panny Marie Immaculaty – postaven roku 1735 vyšebrodským knězem J. F. Latichem. [18]
- Pranýř – postaven roku 1651. Měří téměř čtyři metry. [19]
- Kašna – žulová kašna z roku 1676[20]
- Umělý potok – vydlážděný na přelomu 16. a 17. století. Původně sloužil k máchání prádla a byl napájen nedalekým Podhorským potokem, po roce 1950 byl přerušen a je napájen podpovrchově. [6]
- Reliéf A. Stiftera, autor: Johann Rathausky
- Kalvárie Marta – křížová cesta ke kapli Panny Marie Bolestné na návrší Na Martě
- Meteorologický sloup u bývalé školy čp. 36 z roku 1925[21]

## Osobnosti
- Georg Bachmann († 1652), barokní malíř, frymburský rodák
- Jan Nepomuk Vojtěch Maxant (1750-1838), skladatel, hudebník, pedagog
- Simon Sechter (1788-1867), hudební skladatel a muzikolog, frymburský rodák
- Andreas von Baumgartner (1793-1865), pedagog, vědec, ekonom, státník, frymburský rodák
- Jordan Kajetan Markus (1831-1893), pedagog, spisovatel, frymburský rodák
- P. Michal Tkáč (1931-2008), kněz, čestný kanovník katedrální kapituly
- Vladimír Klement (1929-2007), pedagog, knihovník